# Roumain
Le roumain (en roumain : română, également appelé « moldave » dans les sources soviétiques et les pays issus de la dislocation de l'URSS ; anciennement désigné dans la littérature française comme valaque ou moldo-valaque,) est une langue indo-européenne appartenant au groupe des langues romanes orientales et plus précisément au diasystème roman de l'Est. Il est couramment parlé par environ 28 millions de locuteurs (24 millions, appelés roumanophones par les linguistes, en tant que langue maternelle et 4 millions en tant que langue seconde), principalement en Roumanie et en Moldavie.
Sur le plan linguistique, l'étendue de la notion de « langue roumaine » peut varier. Certains linguistes, comme George Giuglea ou Alexandru Graur considèrent que les quatre idiomes connus sous les noms de :
- aroumain (également appelé « aromoune », « valaque » ou « zinzare ») ;
- mégléno-roumain (également appelé « mégléniote » ou « moglénite ») ;
- istro-roumain (également appelé « istrien » ou « tchitche ») ;
- et daco-roumain (également appelé « roumain », « moldave »[b] ou « valaque »[c])…

… sont quatre langues romanes orientales indépendantes, car elles ne sont que très partiellement inter-compréhensibles.
Mais d'autres linguistes, tels Gustav Weigand (de), Ovid Densușianu, Sextil Pușcariu, Theodor Capidan, Alexandru Rosetti, Emil Petrovici, considèrent ces quatre langues comme des dialectes du « roumain », mot qui, dans leur interprétation, désigne le diasystème roman de l'Est, soit une macro-langue dont la structure grammaticale est issue essentiellement du roman oriental, lui-même issu du latin vulgaire.
Certains linguistes revendiquent également le dalmate comme appartenant à ce groupe.
Une grande partie (71,66 %) du lexique roumain total provient du latin, directement (30,33 %) ou à travers des emprunts au latin savant et à des langues romanes occidentales. Il existe également un substrat thrace/dace (0,96 %) antérieur à la conquête romaine (voir origine des roumanophones) et un superstrat slave ancien (9,18 %). Jusqu'au milieu du XIXe siècle le roumain a bénéficié d'un apport de mots slaves, grecs, hongrois et turcs. Dans la période suivante, les emprunts les plus nombreux sont venus du français (22,12 % du lexique actuel) et ont été naturalisés selon les règles orthographiques du roumain qui sont presque phonémiques et assez similaires à celles de l'italien, comme abajur, toaletă ou parbriz. Des mots anglais ont également été naturalisés par le passé, comme feribot, meci (« match ») ou tramvai, mais dans les années 1990, en raison du retard technologique accumulé par la Roumanie durant la période communiste, une masse d'anglicismes a subitement pénétré dans la langue sans être naturalisés, et conservant donc l'orthographe anglaise, comme browser, download, mall, link ou printer.

## Classification et langues apparentées

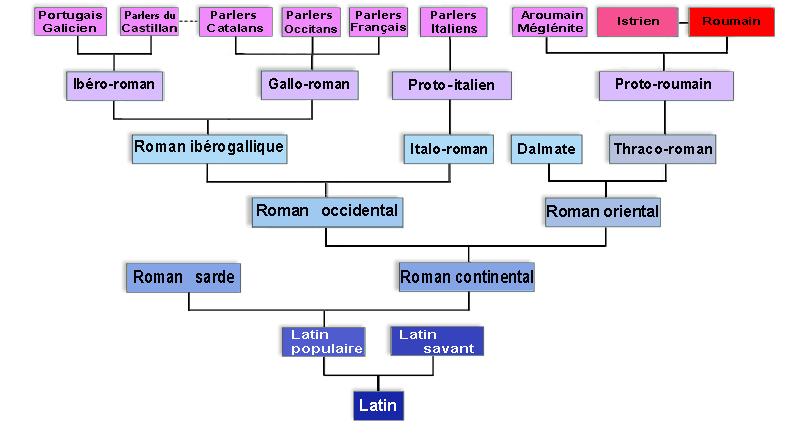
Place du roumain (rouge) dans la famille des langues romanes.

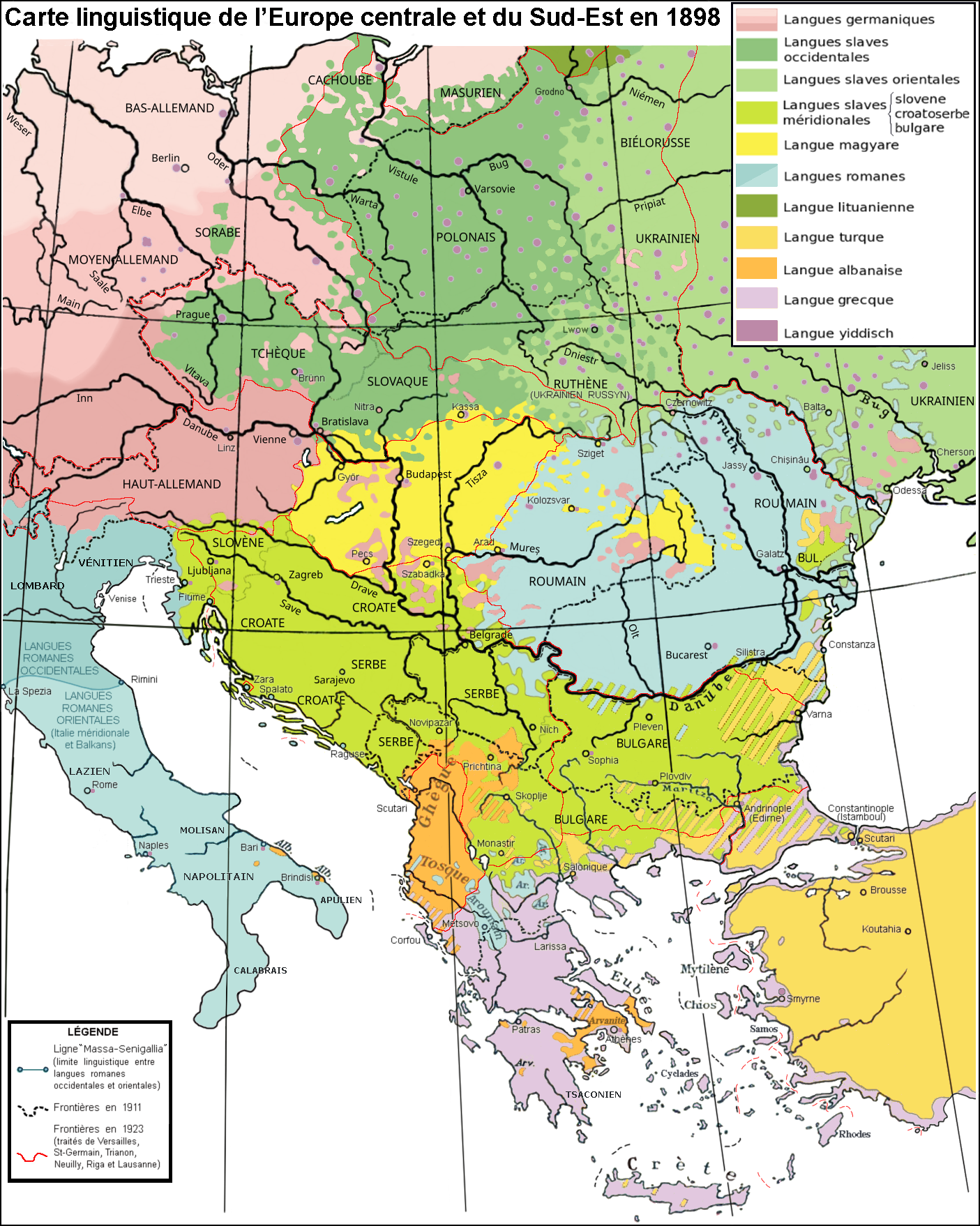
Carte linguistique de l'Europe centrale et du Sud-Est : les langues romanes orientales en bleu clair.

Le roumain a des traits communs avec l'italien, le sarde, le français, l'occitan, le catalan, l'espagnol et le portugais.

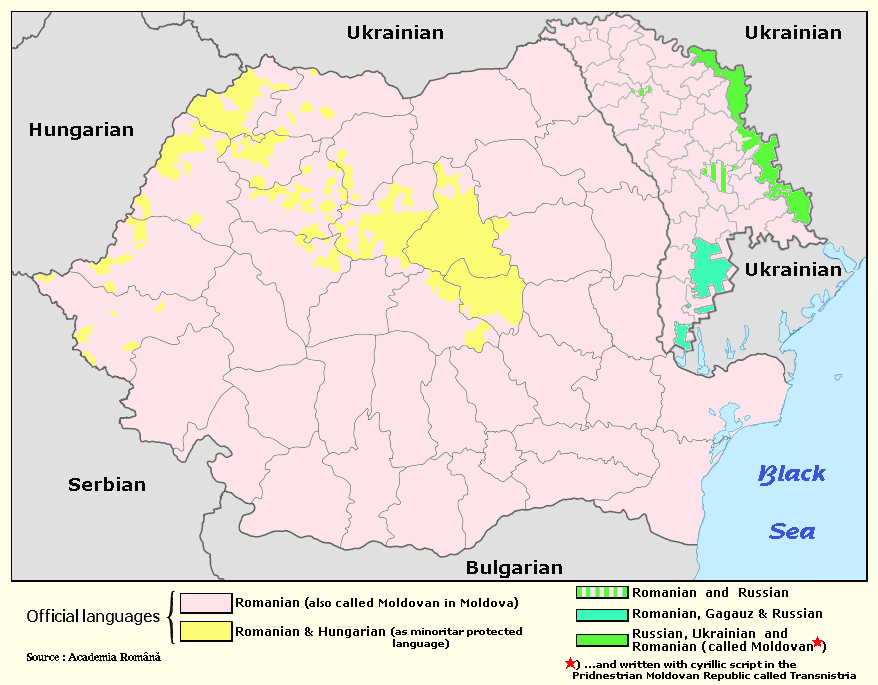
Le roumain comme langue officielle, seul ou avec d'autres langues, en Roumanie et en Moldavie.

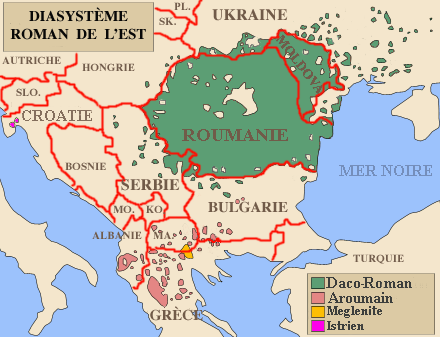
Territoire des langues romanes orientales au XXe siècle, avec les aires linguistiques (daco-)roumaine, aroumaine, istro-roumaine et mégléno-roumaine.

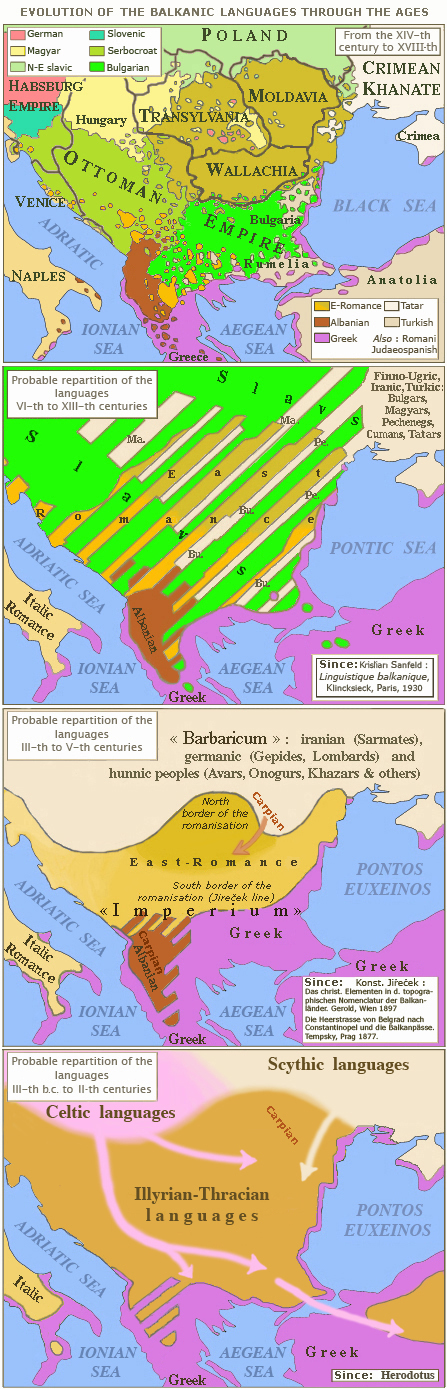
Évolution des langues romanes orientales parmi les autres langues d'Europe du Sud-Est, avec les trois phases de la formation, de la cohabitation et de la séparation.

## Répartition géographique et statut
| Pays         | Locuteurs  | % de la population |
| ------------ | ---------- | ------------------ |
| Roumanie     | 17 176 544 | 85,36 (2011)       |
| Moldavie     |            | 68,6 (2014)        |
| Transnistrie | 177 050    | 31,7 (2015)        |
| Voïvodine    | 24 133     | 1,25 (2011)        |

Le nombre total de locuteurs du roumain est estimé à 24 millions dont c'est la langue maternelle, plus 4 millions qui le parlent en tant que langue seconde. Il y a des roumanophones dans de nombreux pays mais le statut de la langue est divers de l'un à l'autre.
Le roumain est la seule langue officielle en Roumanie, où il est en même temps la langue maternelle de 17 176 544 personnes (85,36 % de la population) et en Moldavie, où 80 % de la population déclarait en 2004 (année du dernier recensement de la population) l'avoir comme langue maternelle, appelée « moldave » par 2 029 847 personnes et « roumain » par 558 508 personnes. En Transnistrie, c'est la langue maternelle de 31,7 % de la population (environ 165 000 personnes enregistrées comme d'ethnie moldave), étant officielle à côté du russe et de l'ukrainien. En Serbie, le roumain, langue maternelle de 72 000 personnes environ, est « d’usage officiel » en Voïvodine, à côté du serbe, dans les localités où la population roumanophone atteint 15 % de la population totale. Le roumain est également l'une des langues officielles de l'Union européenne et de l'Union latine.
Dans les autres pays voisins de la Roumanie, le roumain a un statut de langue minoritaire, qui lui confère une situation plus ou moins favorable selon les pays et les régions : enseignement, édition, presse écrite, médias audiovisuels plus ou moins favorisés. L'Ukraine a la plus forte minorité roumaine (328 000 personnes environ). Il y a encore des minorités roumanophones relativement notables en Russie (117 000), en Hongrie (13 000), en Bulgarie (6 000) et en Serbie (où les 34 000 de Voïvodine font l'objet d'accords bilatéraux avec la Roumanie et sont reconnus comme minorité, tandis que les 140 000 des Portes de Fer sont considérés comme « Serbes de langue valaque »),.
Sans avoir de statut, le roumain est parlé dans la diaspora lointaine (Europe de l'Ouest, Amérique, Australie), par des centaines de milliers de personnes expatriées, qu'elles fussent originaires de Roumanie, de Moldavie ou des pays voisins. Les données les concernant ne sont pas précises, puisque, en fonction des pays, ils sont pris en compte avec des statuts divers. Ils sont plus de 100 000 dans les pays suivants :
- 1 280 000 citoyens de Roumanie et de la république de Moldavie en Italie[24] ;
- 799 000 citoyens de Roumanie en Espagne[25] ;
- 250 000 citoyens d'Israël parlant roumain[26] ;
- 155 000 personnes parlant roumain à la maison, aux États-Unis[27] ;
- 148 000 citoyens de Roumanie et de la république de Moldavie en Allemagne[28];
- 116 520 personnes pouvant converser en roumain, au Canada[29].

En outre, le roumain est la langue maternelle d'un nombre difficile à estimer, peut-être quelques dizaines de milliers, de Băiași, une branche des Roms vivant en Roumanie et dans des pays qui lui sont voisins ou proches.
Le roumain est enseigné en tant que langue minoritaire dans les pays voisins de la Roumanie et en tant que langue étrangère dans plusieurs autres pays. Il y a des cours de roumain dans 49 établissements d'enseignement supérieur de 29 pays, où l'enseignement de la langue est assuré par l'Institut de la langue roumaine. L'Institut culturel roumain s'occupe aussi de l'enseignement du roumain langue étrangère par son réseau présent en Roumanie et dans d'autres pays.
La présence du roumain sur Internet était illustrée par le coefficient 0,6 en 2007, ce qui est peu par rapport à l'anglais (4,44), au français (2,24) ou à l'italien (2,93), mais parmi les langues romanes, seul le roumain a présenté une augmentation entre 2005 et 2007.

## Histoire linguistique
Les linguistes s'accordent en général pour considérer que les idiomes romans orientaux ont été précédés par une langue appelée « proto-roumain », mais le territoire où il s’est formé est controversé, faute de sources et en raison d’intérêts politiques contraires. Trois théories ont été élaborées au cours de l'histoire.
L'hypothèse de Bogdan Petriceicu Hasdeu, longtemps la seule acceptée en Roumanie, Serbie et Bulgarie, mais rejetée en Autriche-Hongrie et en Russie, ainsi que dans leurs états-héritiers (Hongrie, URSS), affirmait que le roumain s'était formé au nord du Danube, en Dacie, après la conquête de ce pays par les Romains, et que la présence de minorités roumanophones au sud du Danube, dans les Balkans, serait due à des migrations au XIIe siècle depuis l’ancienne Dacie.
L'hypothèse inverse, diffusée par Eduard Robert Rösler, Gustav Weigand (de) et Alexandru Philippide, affirme que le roumain est la conséquence de la romanisation des populations que les Romains avaient soumises en Mésie et Dacie aurélienne au sud du bas-Danube à partir du IIIe siècle et se serait répandu au nord du Danube du VIIIe siècle au XIIe siècle, par des migrations liées à la transhumance à travers la « Bulgarie au-delà du Danube », et accélérées par les campagnes de reconquête des Balkans par Basile II le Macédonien. Ces migrations auraient dispersé des communautés valaques vers le nord-ouest jusqu'en Moravie, vers le nord-est jusqu'en Podolie (les Volochovènes), vers l'ouest jusqu'en Istrie, vers le sud-ouest jusqu'à la côte dalmate (parmi les Dalmates, qui ne sont pas des Valaques) et au sud jusqu'en Grèce (Épire, Macédoine occidentale, Thessalie, Acarnanie, Arcadie,). Cette théorie, souvent occultée en Roumanie, était et continue d'être dominante en Hongrie, dans les pays germaniques et ex-soviétiques, à ceci près que, dans les sources de ces pays, la « Bulgarie au-delà du Danube » n'existe pas, et jusqu'au XIIIe siècle le Danube et les Carpates sont considérés comme d'infranchissables frontières pour les Valaques balkaniques et pour eux seuls, donc la diffusion du roumain au nord du Danube est forcément tardive et en tout cas très postérieure à l'arrivée des Slaves en Moldavie et à l'arrivée des Magyars dans le bassin du moyen Danube.
À ces deux thèses incompatibles s’ajoute une troisième, dite « médiane », adoptée par la plupart des linguistes roumains actuels en tant qu'héritiers des philologues Ovid Densușianu, Sextil Pușcariu, Theodor Capidan, Alexandru Rosetti, Emil Petrovici et Gheorghe Ivănescu : ils affirment que le roumain s'est formé et a évolué à la fois au sud et au nord du Danube, dans les Dacies trajane et aurélienne, en Mésie et en Scythie mineure, peuplées dans l'Antiquité par les Thraces, les Gètes et les Daces romanisés par l'Empire romain. L'époque de la formation est estimée du Ve au VIIe siècle ou au VIIIe siècle, VIe siècle, du VIe au VIIIe siècle, du VIIe au VIIIe siècle ou VIIIe siècle. Le lexique roumain et divers traits syntaxiques montrent des contacts avec les Slaves méridionaux à partir du VIe siècle et aussi une coupure avec le grec médiéval, car la plupart des mots d'origine grecque médiévale sont, en roumain, passés par l'intermédiaire slave. La pénétration massive des Slaves sur le territoire du proto-roumain a commencé au VIIe siècle, ce qui a provoqué le début de la séparation des idiomes romans orientaux actuels. Le premier idiome roman oriental à se séparer du proto-roumain aurait été l'aroumain (Xe siècle au plus tard). Le mégléno-roumain aurait été le deuxième à devenir distinct, aux XIIe – XIIIe siècles. L'entité dont s'est séparé l'istro-roumain, ainsi que l'époque où cela a eu lieu, sont controversées : le daco-roumain et le Xe siècle, ou l'aroumain et le XIIIe siècle.
L'histoire du daco-roumain et de l'aroumain comprend une période « pré-littéraire » et une période littéraire ; le daco-roumain, appelé couramment roumain, est le seul qui sera finalement standardisé.
Seuls le slave commun, puis le vieux-slave ont exercé au Moyen Âge une influence notable sur le roumain, mais limitée au lexique. Les emprunts anciens ultérieurs les plus nombreux viennent du bulgare, du grec, du hongrois et du turc.
Jusqu'au XVIe siècle, les Roumains écrivent en vieux-slave, alors langue liturgique et de chancellerie dans les principautés danubiennes, états-héritiers de la Bulgaro-Valachie ; le premier document écrit en roumain date de 1521 (la Lettre de Neacșu). Du même siècle, il subsiste aussi plusieurs manuscrits religieux traduits du vieux slave et surtout les premiers ouvrages imprimés, attestant d’une langue roumaine plus évoluée. Une autre étape importante dans le développement de la langue littéraire et, par conséquent, du roumain standard, est la parution de la première traduction complète de la Bible, en 1688.
Au XVIIIe siècle, et surtout au XIXe siècle, avec la renaissance culturelle roumaine, le standard se précise de plus en plus et les emprunts aux langues romanes occidentales, surtout au français, se multiplient.

## «Langue roumaine»
La lettre du marchand Neacșu, de 1521 est le plus ancien document écrit en roumain qui a été conservé. La Valachie y est nommée Țeara rumânească (Țara Românească en roumain moderne) : « pays roumain ». Historiquement, c'est la première apparition de la forme rumân pour désigner le peuple roumain. C'est un terme dont la forme s'explique par l'évolution phonétique normale du mot latin romanus, puisque [o] atone a évolué en [u].
Bien que les habitants roumanophones des trois voïvodats médiévaux de Transylvanie, Moldavie et Valachie se soient désignés comme « Transylvains » (ardeleni), « Moldaves » (moldoveni) ou « Valaques » (munteni), le nom de « roumain » (rumânească) pour désigner leur langue est attesté à partir du XVIe siècle par des sources concordantes. Ainsi, Francesco della Valle et Tranquillo Andronico notent respectivement en 1532 et en 1534, que les « Valaques se désignent comme Roumains » (Valachi nunc se rumanos vocant), Francesco della Valle ajoutant même qu'en valaque, « parles-tu valaque ? » se dit Sti rominest? (forme déformée par l'auteur de Știi românește?). Après un voyage à travers les trois voïvodats en 1574, Pierre Lescalopier écrit que les habitants de ces pays « se considèrent comme descendants des Romains » et appellent leur langue « roumounesque », c'est-à-dire « romaine ». Enfin, Ferrante Capecci relate en 1575 que les habitants de ces pays se désignent comme romanesci. Le terme « roumain » reste un endonyme jusqu'au XIXe siècle, mais cela ne signifie pas qu'il aurait été inventé au XIXe siècle.
Par ailleurs, au Moyen Âge, le terme rumân signifiait aussi « roturier », par opposition à boier (« boyard »), ce qui est logique, compte tenu du fait qu'après la chute de l'Empire romain, les plus anciens États de la région ont été soit dirigés par des Grecs (Empire byzantin), soit fondés par des peuples migrateurs (Slaves, Magyars, etc.), tandis que la population autochtone latinophone était essentiellement rurale. Pendant le XVIIe siècle, lorsque l’institution du servage connaît une extension significative, rumân (« roturier ») revêt de plus en plus le sens de « serf ».
La forme român, plus proche de l'étymon latin, connaît plusieurs explications. L'une des opinions la concernant est qu'elle serait une reconstruction analogique pareille à celle qui s'est produite par exemple dans le cas du mot latin dormire « dormir », évolué en durmire et redevenant en roumain moderne dormire par analogie avec (eu) dorm « je dors ». Une autre explication est la reconstitution du mot par des lettrés dès le XVIe siècle. Une autre hypothèse encore est que les deux formes seraient héritées du latin.
Les deux formes coexistant plus ou moins longtemps, il se serait produit aux XVIIe – XVIIIe siècles un processus de différenciation sémantique, la forme rumân, probablement la plus commune parmi les paysans, finissant par signifier « serf », tandis que la forme român aurait gardé son sens ethnolinguistique. Après l’abolition du servage par le prince Constantin Mavrocordato en 1746, la forme rumân, restant sans support socio-économique, aurait disparu graduellement, alors que la forme român, românesc s’établit définitivement.
C'est tardivement, pendant la renaissance culturelle roumaine et notamment au début du XIXe siècle, que les termes « Roumain » et « langue roumaine » ont été adoptés internationalement. Avant la création de l'État roumain moderne au milieu du XIXe siècle, les habitants roumanophones des pays historiques de Transylvanie, de Moldavie et de Valachie, ainsi que ceux des régions voisines et des Balkans, étaient appelés « Valaques » ((de) Walachen, (en) Wallachians, (it) valacchi, (sr + cr) Vlasi, (hu) oláhok...), jusqu'à ce qu'Émile Ollivier et Élisée Reclus imposent l'endonyme sous la forme française « Roumains » dans un contexte où la France soutenait la constitution d'un « État-tampon » et d'une « tête-de-pont » francophile entre l'Autriche-Hongrie, la Russie et l'Empire ottoman,. Dans d'autres langues, c'est devenu (de) Rumänen, (en) Romanians, (it) rumeni, (sr + cr) Rumuni, (hu) románok…). Les exonymes « valaque, Valaques » (vlah, Vlahi, oláh, Oláhok) sont tombés en désuétude, mais peuvent encore désigner les habitants de la Valachie ou les locuteurs du diasystème roman de l'Est transylvains ou balkaniques.

## «Langue moldave»

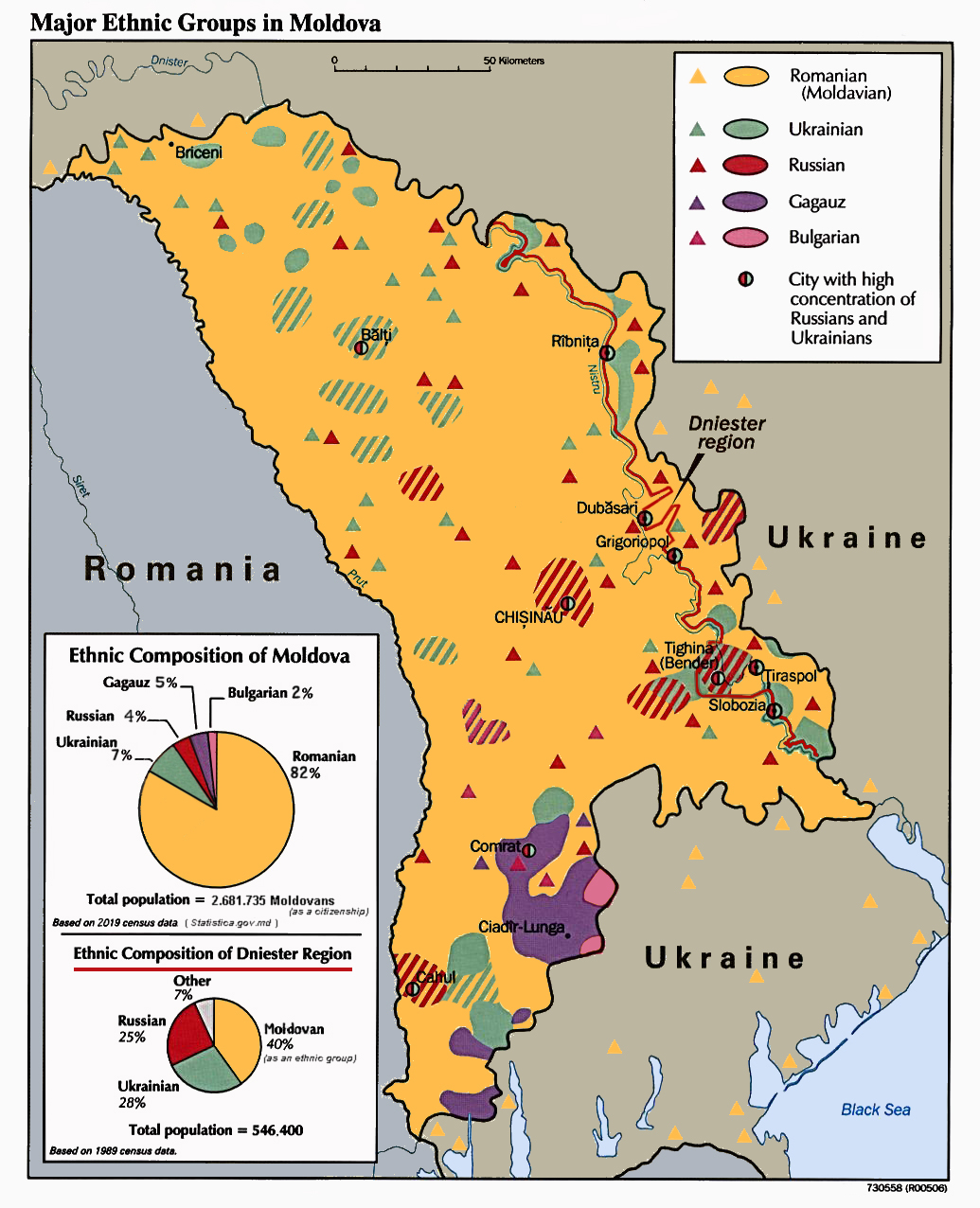
Répartition géographique des langues en Moldavie

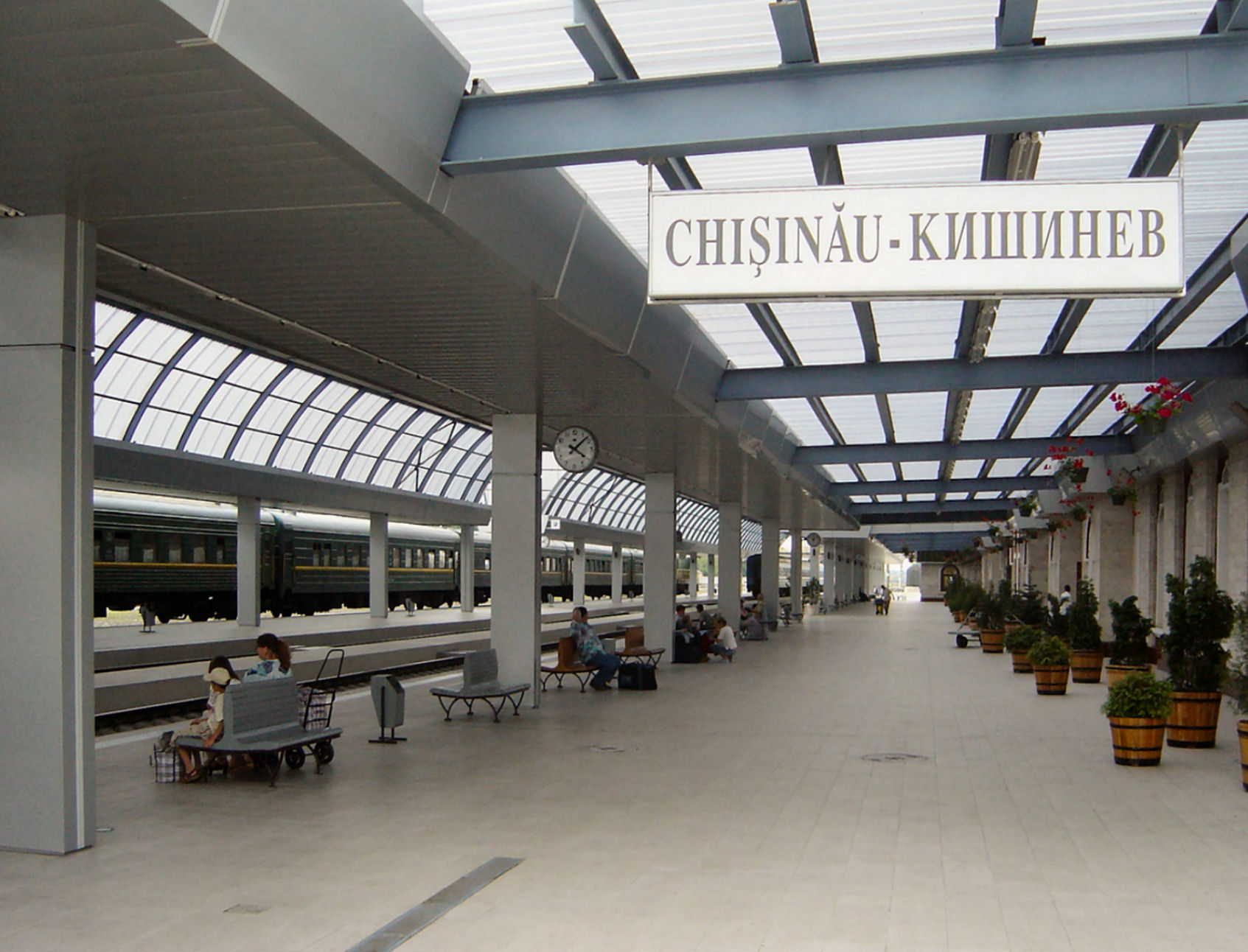
Signalétique bilingue Roumain et Russe en gare de Chișinău

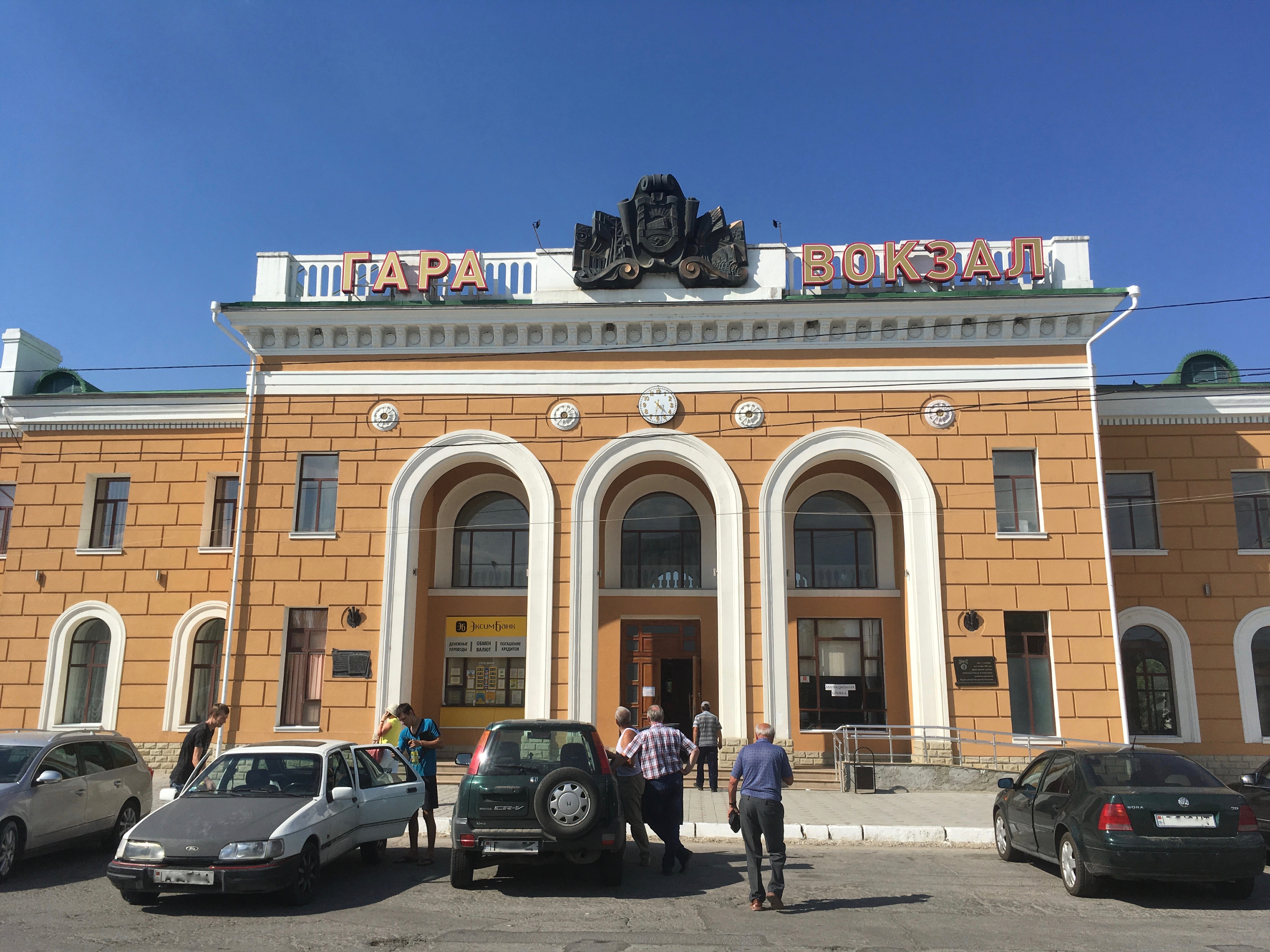
Gare de Tiraspol en Transnistrie sur laquelle sont écrits « gare » en roumain (« gara ») en cyrillique à gauche et en russe (« vokzal ») à droite.

Jusqu'à la loi moldave no 52 du 16 mars 2023, le terme de « langue moldave » (limba moldovenească) ne désignait pas le parler moldave (graiul moldovenesc) de la Moldavie historique (Moldavie roumaine, république de Moldavie, régions moldaves d'Ukraine et nord de la Dobroudja) mais était l'appellation officielle pro-russe de la langue d'État de l'actuelle république de Moldavie, et la seule appellation en Transnistrie ; l'autre appellation est « langue roumaine » (limba română), seule officielle en Moldavie depuis mars 2023. Il s'agissait donc de deux dénominations politiques de la même langue, la première adoptée par les forces politiques pro-russes, la seconde adoptée par les linguistes et les forces politiques pro-européennes.
Les locuteurs autochtones de Roumanie et de Moldavie se comprennent spontanément et complètement sans traducteur ni dictionnaire, mais lorsqu'ils ont été au pouvoir, les gouvernements pro-russes ont fait inscrire dans sa Constitution, à la demande des colons et de leurs descendants (un quart de la population) que « la langue d'État de la république de Moldavie est la langue moldave » et ont promulgué plusieurs lois qui empêchaient les Moldaves de faire librement référence à l'histoire ou à la culture du peuple roumain et de se définir comme membres de ce peuple, alors que rien n'empêchait et n'empêche les Russes ou les Ukrainiens de Moldavie de faire librement référence à l'histoire et à la culture de la Russie ou de l'Ukraine, et de se définir comme Russes ou Ukrainiens.
Cette situation est due au fait que depuis 1986 (avènement de la perestroïka et de la glasnost en URSS), la « langue moldave » a été l'enjeu d'une lutte politique en Moldavie, les roumanophones l'utilisant pour affirmer leur identité locale, pro-européenne et culturellement roumaine face à la russification, tandis que les russophones et les pro-russes l'utilisent pour s'ancrer dans l'héritage soviétique de la Moldavie face aux partisans d'une union avec la Roumanie. Le parler moldave, ainsi que la littérature moldave ancienne, d'avant la standardisation du roumain, leur permet d'affirmer l'« antériorité et la supériorité de la culture et de la spiritualité moldave en général, sur celles des Valaques ». Les linguistes et les historiens moldaves opposés à ce point de vue (Anatol Eremia, Nicolae Chetraru, Anatol Petrencu), ont été qualifiés d'« agents de l'impérialisme culturel roumain ».
Du point de vue strictement linguistique, dialectologique et sociolinguistique, roumain et moldave sont une seule et même langue abstand, c’est-à-dire que ses dialectes passés ou actuels présentent assez de traits structurels communs scientifiquement établis pour constituer une seule langue unitaire. Ainsi, les linguistes scientifiques s'accordent à admettre que le fond lexical de base et la structure grammaticale du parler moldave et du roumain standard sont identiques en Roumanie et en république de Moldavie. Des différences plus notables se trouvent dans l'usage linguistique des zones les plus russifiées de la république de Moldavie, comme Chișinău et la Transnistrie. Le parler de ces zones utilise des mots et des expressions empruntés au russe, que n'utilise pas un locuteur natif de Roumanie (qui a tendance, lui, à utiliser des mots empruntés aux langues romanes occidentales et à l'anglais). Lorsqu'ils parlent roumain/moldave, les locuteurs qui utilisent des mots russes le font parfois sciemment, pour marquer leur identité non roumaine. Par exemple, ils emploient văgzal, parahod ou samaliot (russe вокзал, пароход, самолёт) là où un roumanophone indigène dirait gară « gare », vapor « paquebot » et avion, respectivement.
Le Parti action et solidarité au pouvoir depuis les élections législatives moldaves de 2021 a décidé, depuis l'invasion de l'Ukraine par la Russie, d'entamer une procédure d'adhésion de la Moldavie à l'Union européenne et d'aligner la législation moldave sur le « droit du sol », pour que tous les citoyens du pays soient également des « Moldaves » quelles que soient leurs langues, et que cessent les tensions politiques générées par la double-appellation de la langue majoritaire, conforme au « droit du sang ». Sur proposition de l'Académie des sciences de Moldavie, le parlement moldave a modifié le 2 mars 2023 l'article 13 de la Constitution, remplaçant le nom « moldave » par « roumain », s'inspirant du modèle belge ou suisse où tous les citoyens du pays sont également des « Belges » ou des « Suisses » quelles que soient leurs langues. Depuis, les citoyens de la Moldavie sont désormais tous des Moldaves, avec le roumain comme langue usuelle de 78 % d'entre eux, à côté du russe, de l'ukrainien, du gagaouze et du bulgare. L'opposition pro-russe soit le bloc électoral des communistes et socialistes et le parti Șor, a voté contre,.
Sur la rive gauche du Dniestr, administrée par l'état autoproclamé de Transnistrie et où l'autorité de la Moldavie ne s'exerce pas, le roumain est toujours appelé « moldave » il est écrit, comme à l'époque soviétique, en caractères cyrilliques russes (« лимба молдовеняскэ » = « limba moldovenească »), conformément à l'article 12 de la constitution transnistrienne. La Russie, qui ne cesse d'accuser la Moldavie de persécuter les russophones, a abrogé le 22 février 2023 un décret de 2012 exprimant la volonté du Kremlin de « trouver une solution légale pour la Transnistrie en respectant l'intégrité territoriale de la Moldavie », abrogation pouvant permettre à la Russie de reconnaître officiellement la sécession transnistrienne, comme elle l'a déjà fait avec L'Abkhazie ou l'Ossétie du Sud en Géorgie.

## Variétés régionales
Selon les linguistes qui ne considèrent pas les idiomes romans orientaux comme des langues à part, le roumain aurait quatre dialectes :
- le daco-roumain, parlé sur le territoire situé au nord du Danube, le seul qui a une variété standard ;
- l'aroumain ;
- le mégléno-roumain ;
- l'istro-roumain.

Selon les linguistes pour lesquels les idiomes romans orientaux seraient des langues à part, le roumain proprement-dit serait seulement l'idiome appelé plus haut « daco-roumain ». Il n'y a d'études dialectologiques approfondies que sur cet idiome, qui est divisé en variétés régionales appelées en roumain subdialecte « sous-dialectes », tipuri de graiuri « types de parlers », grupuri de graiuri « groupes de parlers » ou simplement graiuri. Leur nombre est controversé, le plus petit étant de deux et le plus grand de vingt, mais la théorie la plus répandue fait état de cinq groupes de parlers formant deux grands groupes :
- un groupe méridional :
  - les parlers de Munténie ;
- un groupe septentrional :
  - les parlers du Banat ;
  - les parlers de Crișana ;
  - les parlers du Maramureș ;
  - les parlers moldaves.

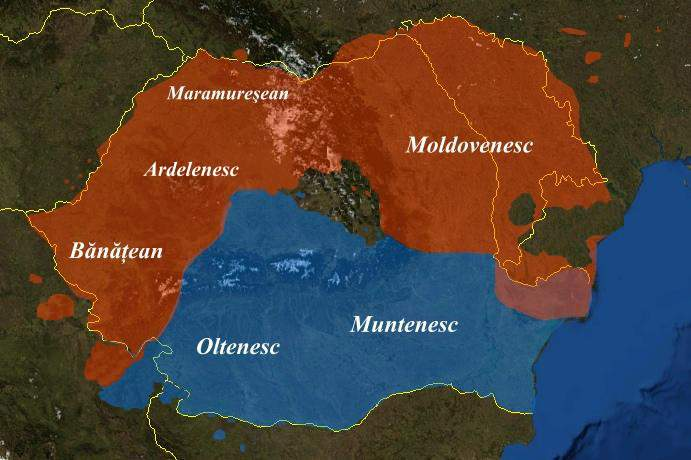
Groupes de parlers du roumain :
en rouge – parlers septentrionaux : banatéen, crisanien-transylvain, marmatien et moldave ;
en bleu – parlers méridionaux : olténien et munténien.

Certains linguistes ajoutent au groupe méridional un groupe de parlers qu'ils considèrent comme étant à part, celui d'Olténie, et d'autres prennent en compte un groupe distinct de parlers transylvains qui, selon la classification ci-dessus ferait partie du groupe de Crișana.
En Dobroudja du Nord a jadis existé une variété à forte influence grecque médiévale appelée « dicien »,,, mais le parler dobrogéen actuel est munténien, avec quelques influences transylvaines,.
La dénomination « langue moldave » désigne la langue roumaine standard pour les linguistes soviétiques et dans l'article 13 de la Constitution de la Moldavie entre 1994 et 2023, mais ne s'applique pas au « parler moldave » de Moldavie occidentale (Roumanie), de république de Moldavie, de Transnistrie et des régions voisines d'Ukraine (Bucovine, Podolie, Boudjak).
Les différences entre les variétés régionales du roumain sont relativement minces, entre leurs locuteurs l'intelligibilité mutuelle ne faisant pratiquement pas problème, c'est pourquoi le roumain peut être considéré comme une langue très unitaire par rapport à l'allemand ou à l'italien, par exemple. Cette unité linguistique a existé en l'absence de l'unité politique de la Roumanie (le processus d'unification ayant commencé en 1859 et étant achevé en 1918), et actuellement elle se manifeste malgré les frontières entre la Roumanie et ses voisins. Historiquement, elle est due à l'importance du pastoralisme et de la transhumance dans l'économie ancienne roumaine.

## Phonologie
Le système phonologique du roumain comprend sept phonèmes vocaliques, dont cinq communes avec les autres langues romanes standard (/a/, /e/, /i/, /o/, /u/), une commune seulement avec le portugais, le français, le piémontais, l'occitan et le catalan (/ə/, transcrite ă) et une qui, parmi les langues romanes, est propre au roumain (/ɨ/, transcrite â ou î).
Quatre phonèmes ont un statut controversé. La plupart des linguistes roumains les considèrent traditionnellement comme des semi-voyelles. Ce sont /e̯/, /o̯/, /j/ et /w/. /j/ a une variété se trouvant en fin de mot après une consonne, [ʲ], appelée à peine perceptible ou chuchotée, par exemple dans un mot comme lupi [lupʲ] « loups ». Si l'on traite ces quatre phonèmes comme des semi-voyelles, ils forment avec les voyelles 26 diphtongues et 14 triphtongues. Exemples :
- diphtongue descendante : mâine ['mɨj.ne] « demain » ;
- diphtongue ascendante : floare ['flo̯a.re] « fleur » ;
- triphtongue semi-voyelle + voyelle + semi-voyelle : leoaică [le'o̯aj.kə] « lionne » ;
- triphtongue semi-voyelle + semi-voyelle + voyelle : pleoapă ['ple̯o̯a.pə] « paupière ».

Les consonnes roumaines sont au nombre de 19. 13 (/p/, /b/, /t/, /d/, /k/, /g/, /m/, /n/, /r/, /f/, /v/, /s/, /l/) sont communes avec les autres langues romanes. Deux se retrouvent en français, en catalan, en occitan, en portugais et en italien : /ʃ/ (transcrite ș) et /z/. Une, /ʒ/ (transcrite j), est commune avec le français, le catalan, certains dialectes occitans et le portugais ; une autre, /t͡ʃ/ (existant seulement devant /e/ et /i/ et transcrite c), se retrouve aussi en italien, en occitan et en espagnol. Deux consonnes sont communes seulement avec l’italien et l'occitan : /t͡s/ (transcrite ț) et /d͡ʒ/ (seulement devant /e/ et /i/, transcrite g). Parmi les langues romanes, seul le roumain et le gascon possèdent la consonne /h/, prononcée comme en anglais. Exemples avec des phonèmes ou des graphies étrangers au français : șacal [ʃa'kal] « chacal », țară ['t͡sa.rə] « pays », cer [t͡ʃ] « ciel », giratoriu [d͡ʒi.ra'to.rju] « giratoire », hidos [hi'dos] « hideux ».
En roumain, l’accent est tonique. Il peut frapper n’importe laquelle des cinq dernières syllabes d’un mot. Les mots terminés en consonne sont en général accentués sur la dernière syllabe et ceux en voyelle sur l’avant-dernière. Il y a des cas où la place de l'accent différencie le sens de mots homographes, par exemple copii [ko'piʲ] « enfants » et copii ['kopiʲ] « copies ».
Ce système phonologique est le résultat de l'évolution du système latin, dans laquelle le roumain présente quelques ressemblances avec certaines langues et dialectes romans, mais les différences sont plus importantes, dues à l'isolement du roumain.

## Grammaire
Du point de vue de la typologie morphologique des langues, le roumain est une langue flexionnelle dans une plus grande mesure que les autres langues romanes pour ce qui est de la morphologie des parties du discours nominales. Ce trait conservateur du roumain est dû au fait que jusqu'aux temps modernes, il ne fut pas influencé par les autres langues romanes, dont il était géographiquement séparé. Il a gardé un cas génitif-datif distingué par des désinences et un cas vocatif partiellement distingué morphologiquement, ainsi qu'un indicatif plus-que-parfait synthétique. Cependant, son passé composé est une innovation commune avec les autres langues romanes et il a des formes de futur analytiques.

### Articles, nom et adjectif qualificatif
Comme pour les autres langues romanes, les articles, le nom, et l'adjectif se caractérisent par des traits tels le nombre (singulier et pluriel) et le genre.
L'une des particularités du roumain par rapport aux autres langues romanes est que l'article défini y est presque toujours enclitique, c'est-à-dire attaché à la fin du nom : băiat « garçon » → băiatul « le garçon », fată « fille » → fata « la fille ». De plus, à part les articles indéfinis et définis, le roumain possède deux autres articles : possessif (al băiatului « du garçon ») et démonstratif : băiatul cel mic « ce petit garçon ».
Une autre spécificité du roumain parmi les langues romanes est de distinguer, à côté du masculin et du féminin, un genre neutre, dans le sens qu'il y a un grand nombre de noms qui sont masculins au singulier et féminins au pluriel. Ainsi, par exemple, un perete alb « un mur blanc » est du genre masculin (au pluriel pereți albi), parce que son épithète s'accorde au masculin aussi bien au singulier qu'au pluriel ; o casă albă « une maison blanche » est du féminin (pluriel case albe), son épithète s'accordant au féminin aux deux nombres ; par contre, un cort alb « une tente blanche » (pluriel corturi albe) est du neutre, parce qu'au singulier son épithète s'accorde au masculin et au pluriel au féminin.
Une troisième particularité importante du roumain est d'avoir gardé des éléments de déclinaison. On distingue par des désinences les cas génitif et datif des articles définis (băiatului « du garçon, au garçon »), indéfinis (unui băiat « d'un garçon, à un garçon ») et démonstratifs (băiatului celui mic « du petit garçon, au petit garçon ») ; le génitif et le datif des noms et adjectifs féminins singuliers (unei fete « d'une fille, à une fille ») ; le vocatif de certains noms et adjectifs substantivés ; băiete! « hé! le garçon! », fato! « hé! la fille! »
La flexion roumaine comporte de nombreuses alternances phonétiques (vocaliques et consonantiques), surtout dans l'expression du pluriel des noms et des adjectifs, qui est assez compliquée en roumain, du fait de l'existence de plusieurs désinences de pluriel, en fonction du genre et de la terminaison au singulier. Au féminin, par exemple, on a des pluriels en -e (fete), en -le (stea « étoile » → stele), en -i (carte « livre » → cărți), en -uri (mătase « soie » → mătăsuri) ou sans désinence (femeie « femme » → femei).

### Verbe
Le verbe roumain se caractérise par des traits tels la diathèse, le mode, le temps, le nombre (singulier et pluriel) et le genre (masculin et féminin), ce dernier trait caractérisant seulement le participe. Dans la sphère du verbe il y a aussi bien des éléments hérités du latin, que des innovations, certaines communes avec les autres langues romanes, d'autres spécifiques au roumain. En général, il n'est pas nécessaire d'utiliser un pronom personnel sujet avec le verbe roumain, parce que ses désinences distinguent assez bien les personnes.

#### Modes et temps
À l'indicatif, le présent (ex. cânt « je chante »), l'imparfait (cântam « je chantais »), et le passé simple (cântai « je chantai ») sont hérités du latin et ont en général les mêmes emplois que les formes correspondantes en français.
Le passé composé du roumain est analogue à celui du français tant à sa formation qu'à son utilisation, sauf qu'à la voix active, tous les verbes se conjuguent avec le verbe auxiliaire a avea « avoir » : am cântat « j'ai chanté », am venit « je suis venu(e) ».
Le plus-que-parfait roumain ressemble davantage au plusquamperfectum latin que celui des autres langues romanes, puisqu'en roumain c'est un temps simple, bien que son morphème ne soit pas le même suffixe qu'en latin : cântasem « j'avais chanté ».
Le roumain possède trois formes qui correspondent au futur simple et au futur proche français, ne différant pas entre elles selon les critères du français mais selon le registre de langue où elles sont employées : voi cânta (forme soutenue), am să cânt ou o să cânt (formes courantes). Ce sont des temps composés, l'auxiliaire de la première forme étant a vrea « vouloir » et celui des deux autres a avea « avoir », en deux variantes.
Le futur antérieur roumain, formé avec le futur soutenu du verbe a fi « être » est rarement utilisé : voi fi cântat « j'aurai chanté ».
À part quelques désinences spécifiques, le présent du subjonctif a aussi pour morphème la conjonction să « que », différente de la conjonction că « que » utilisée avec d'autres modes personnels. Le subjonctif roumain exprime plus fréquemment que le subjonctif français une action subordonnée, puisqu'il est utilisé également quand le sujet de l'action subordonnée est le même que celui du verbe régent, cas dans lequel le français emploie le plus souvent l'infinitif : Vreau să cânt « Je veux chanter ». Il y a aussi un subjonctif passé, formé avec l'auxiliaire a fi « être » à l'infinitif, ce qui lui confère une forme unique à toutes les personnes ; să fi cântat « qu(e) j'aie/tu aies/il ait/nous ayons/vous ayez/ils aient chanté ».
Le conditionnel présent roumain est une forme composée avec l'auxiliaire a avea « avoir » + l'infinitif (aș cânta « je chanterais »). Le conditionnel passé est formé avec le conditionnel présent de l'auxiliaire a fi « être » : aș fi cântat. Ce mode peut être utilisé en roumain pour le verbe de la proposition subordonnée conditionnelle introduite par dacă « si » : Dacă eu aș cânta, ai fugi « Si moi, je chantais, tu t'enfuirais ».
Le roumain s'est forgé un mode à part par rapport aux autres langues romanes, le présomptif, pour exprimer une action supposée. Au présent (auxiliaire le verbe a fi au futur avec a vrea « vouloir », ayant deux variantes + gerunziu) : Voi/Oi fi cântând fals, dacă oamenii fug când mă aud « Peut-être que je chante / Je dois chanter faux, puisque les gens s'enfuient quand ils m'entendent » ; au passé (même auxiliaire + participe) : Voi/Oi fi cântat fals « Peut-être que j'ai chanté / J'ai dû chanter faux ».
L'impératif roumain est en partie l'héritier de l'imperativus latin, ayant les mêmes fonctions que le présent de l'impératif français, mais il n'a ni forme de première personne du pluriel ni temps passé. Il a la particularité d'avoir au singulier la forme négative différente de l'affirmative : cântă! « chante! », mais nu cânta! (de l'infinitif) « ne chante pas! »
Le présent de l'infinitif provient de l'infinitivus latin. Outre sa terminaison, il a pour morphème la préposition a : a cânta « chanter ». Le passé de l'infinitif se forme avec l'auxiliaire a fi « être » : a fi cântat « avoir chanté ». Les deux formes sont moins utilisées que celles de l'infinitif français, puisqu'en général les actions subordonnées effectuées par le même sujet que celui du verbe régent sont exprimées par le subjonctif.
Le mode gerunziu provient du gerundium latin et correspond tantôt au participe présent français (Cântând bine, l-am impresionat « Chantant bien, je l'ai impressionné »), tantôt au gérondif français (Se plimbă cântând « Il se promène en chantant »).
Le participe roumain correspond au participe passé français, les deux ayant pour origine le participium passivi perfecti latin. Il a les utilisations de son correspondant français mais aussi celui d'exprimer l'action à accomplir, étant marqué dans cet emploi par la préposition de : Am de cântat o arie de operă « J'ai un air d'opéra à chanter ».
La voix passive se forme comme en français. C'est le verbe a fi « être » qui est conjugué : Aria a fost cântată de Angela Gheorghiu « L'air a été chanté par Angela Gheorghiu ». Le verbe pronominal roumain est également analogue au français, faisant usage des pronoms réfléchis : mă spăl « je me lave ».

### Pronoms et adjectifs pronominaux
Si les noms roumains peuvent être masculins, féminins ou neutres, les pronoms et les adjectifs pronominaux ne peuvent être que masculins ou féminins, puisqu'ils s'accordent au masculin singulier, au féminin singulier, au masculin pluriel ou au féminin pluriel. Ils s'accordent pour la plupart en cas également, donc ils se déclinent.
Les pronoms personnels roumains ont pour origine les mêmes pronoms latins dont proviennent les pronoms personnels français. Ils ont des formes toniques et atones. Les pronoms sujets sont seulement toniques et s'utilisent pour mettre en relief la personne du sujet : Vorbesc românește « Je parle roumain » → Eu vorbesc românește « Moi, je parle roumain » ou « C'est moi qui parle roumain », en fonction de l'intensité de l'accent qui frappe le pronom. Les pronoms personnels atones ont des formes s'attachant au mot qui les suit ou qui les précède, avec lequel ils forment un seul mot du point de vue phonétique.
À la 2e personne il y a deux pronoms pour la relation de tutoiement (tu « tu, toi » et voi « vous »), un pour le vouvoiement (dumneavoastră « vous », de la 2e personne du pluriel) et un pour le vouvoiement moins poli que dumneavoastră (dumneata, de la 2e personne du singulier). Il y a aussi des pronoms de politesse de la 3e personne, pour la/les personne(s) dont on parle : dumnealui « il, lui » ; dumneaei « elle » ; dumneasa « il, lui / elle » ; dumnealor « ils, eux / elles » ; dânsul « il, lui ; dânsa « elle » ; dânșii « ils, eux » ; dânsele « elles ».
Les adjectifs possessifs (meu « mon », ta « ta », săi « ses », noastre « nos » féminin, etc.) sont utilisés en tant que pronoms aussi, étant précédés dans ce cas des articles possessifs : al meu « le mien », a ta « la tienne », ai săi « les siens », ale noastre « les nôtres », etc. Les possessifs de la 3e personne peuvent être remplacés par le génitif des pronoms personnels de la même personne : al lui « le sien » (possesseur masculin), al ei « le sien » (possesseur féminin), etc.
Les adjectifs démonstratifs ont deux variantes légèrement différentes selon qu'ils sont préposés ou postposés : această fată / fata aceasta « cette fille(-ci) ». Les formes postposées sont utilisées telles quelles en tant que pronoms : Sora ta este fata aceea sau aceasta? « Ta sœur est cette fille-là ou celle-ci ? »
Comme on peut le voir dans les exemples ci-dessus, le nom est employé à la fois avec l'adjectif possessif ou démonstratif postposé et avec l'article défini.
Les interrogatifs roumains sont les pronoms cine? « qui ? », ce « qu'est-ce qui ?, que ? quoi ? » et les adjectifs/pronoms care « (le)quel/(la)quelle/(les)quels/(les)quelles » et cât, câtă, câți, câte « combien ».
Tous les interrogatifs roumains sont utilisés aussi comme pronoms relatifs. Les différentes formes casuelles de care correspondent à presque tous les pronoms relatifs français : fata care vine « la fille qui vient », fata pe care o vezi « la fille que tu vois », fata a cărei mamă este doamna aceasta « la fille dont la mère est cette dame », etc. L'adjectif/pronom cât, câtă, câți, câte prend dans ce cas le sens « autant (d'…) que ». N'est que relatif le pronom composé ceea ce, signifiant « ce qui » ou « ce que » selon qu'il est sujet ou complément.
Les adjectifs et les pronoms indéfinis sont nombreux, parmi lesquels une série formée avec le suffixe -va [careva « quelqu'un » (parmi plusieurs), câțiva « quelques-uns », ceva « quelque chose », cineva « quelqu'un »] et une avec le préfixe ori- : oricare « n'importe (le)quel/(la)quelle/(les)quel(le)s » ; oricât « autant de » (adjectif), « autant que » (pronom), « n'importe combien » (pronom) ; orice « quelque… que » (adjectif), « quoi que » (pronom), « n'importre quoi » (pronom) ; oricine « qui que », « n'importe qui ».

### Mots invariables
Les adverbes de manière roumains sont le plus souvent des adjectifs utilisés en tant que compléments circonstanciels de manière : Are un palton călduros « Il/Elle a un manteau chaud ». → S-a îmbrăcat călduros « Il/Elle s'est habillé(e) chaudement ». En roumain il n'y a pas d'adverbes à degrés de comparaison irréguliers.
Les prépositions roumaines ont en général les mêmes fonctions que les françaises. La plupart d'entre elles précèdent des noms non déclinés, mais il y en a quelques-unes qui régissent le génitif (împotriva corupției « contre la corruption ») ou le datif (datorită părinților « grâce aux parents »).
Bien que les conjonctions roumaines et françaises aient les mêmes fonctions, il y a quelques différences quant à la forme verbale régie par les conjonctions qui introduisent des propositions subordonnées circonstancielles. Ainsi, par exemple, le verbe de la subordonnée de condition introduite par dacă « si » peut être au futur de l'indicatif et aussi au conditionnel : Dacă va putea (futur), va veni « Si elle peut (indicatif présent), elle viendra ». Là où en roumain la conjonction demande l'indicatif, sa correspondante française peut exiger le subjonctif : Mai lucrează, deși este pensionar « Il travaille encore, bien qu’il soit à la retraite » ; Așteaptă până (ce) mă întorc! « Attends jusqu’à ce que je revienne ! »
Les interjections roumaines sont, comme les françaises, généralement utilisées en tant que mots-phrases, n'ayant pas de fonction syntaxique. Cependant, il y en a quelques-unes qui peuvent remplir la fonction de prédicat, se comportant comme des verbes. De telles interjections sont poftim, na et hai : Poftim un măr! « Tiens une pomme ! » ; Na și ție! « Tiens toi aussi ! » ; Hai cu mine! « Viens avec moi ! »

### Phrase simple
En roumain, la phrase déclarative et la phrase interrogative totale ne se distinguent entre elles que par l'intonation.
La négation roumaine est simple, elle se fait par le mot nu, mais elle peut être renforcée par d'autres mots à valeur négative : nimeni « personne », nimic « rien », deloc « du tout » etc.
Le sujet est presque toujours au cas nominatif, mais il y a des exceptions, par exemple dans la proposition relative. Le pronom relatif peut être à un cas demandé par le verbe de la proposition principale dont il est le complément, étant en même temps le sujet de la relative : Dau cartea cui (datif) vrea s-o citească « Je donne le livre à qui veut le lire ». Le sujet peut aussi être exprimé par la seule désinence du verbe : Muncește « Il/Elle travaille ».
Les compléments exprimés par un verbe à l'infinitif sont bien plus rares en roumain qu'en français, parce que le roumain préfère une subordonnée même quand le sujet de l'action subordonnée est identique à celle du verbe régent : Vreau să plec « Je veux partir ».
Le complément d'objet direct présente deux particularités :
- celle d'être précédé, parfois obligatoirement, d'autres fois facultativement, de la préposition pe : Am văzut-o pe Maria « J'ai vu Marie » ; Îl vreau pe acela « Je veux celui-là » ;
- celle d'être anticipé ou repris, parfois obligatoirement, d'autres fois facultativement, par un pronom personnel atone correspondant : O aleg pe asta « C'est celle-ci que je choisis » (anticipation) ; Pe tine te aștept (reprise) « C'est toi que j'attends ».

Le complément d'objet indirect d'attribution est exprimé au cas datif sans préposition, devant lui aussi être anticipé ou repris dans certains cas par un pronom personnel atone correspondant : Îi dau cartea lui Paul « Je donne le livre à Paul » ; Lui Paul îi dau cartea « C'est à Paul que je donne le livre ».
Le roumain présente quelques traits spécifiques quant à l'ordre des mots dans les syntagmes et dans la phrase.
Au niveau du syntagme, les adjectifs possessifs suivent presque toujours le nom déterminé : prietenul meu « mon ami », harta voastră « votre carte ». Les adjectifs démonstratifs ont, comme on l'a vu plus haut, une série de variantes préposées et une autre, de variantes postposées. Les pronoms personnels atones sont placés après le verbe dont ils sont les compléments non seulement lorsque le verbe est à l'impératif affirmatif, mais aussi quand celui-ci est au gerunziu : văzându-l « en le voyant », văzând-o « en la voyant ».
Au niveau de la phrase entière, l'ordre est plus libre qu'en français, la place des termes aux différentes fonctions syntaxiques dépendant beaucoup de l'intention de les mettre ou non en relief. Dans une phrase composée d'un sujet et d'un verbe seulement, sans mise en relief d’aucun terme, le sujet se place après le verbe : A sosit Petre « Petre est arrivé », et devant le verbe s'il est plus ou moins mis en relief : Petre a sosit « Petre, lui, est arrivé » (à la différence d’autres) ou « C'est Petre qui est arrivé » (et pas un autre). Dans une phrase formée d'un sujet, d'un verbe copule et d'un attribut, l'ordre sujet–copule–attribut dénote la neutralité en l'absence d'accentuation plus forte d'un terme (Marea e frumoasă « La mer est belle ») ou la mise en relief du sujet si celui-ci est frappé d'un accent plus fort: Marea e frumoasă « C'est la mer qui est belle ». La mise en relief de l'attribut implique l'ordre copule–attribut–sujet: E frumoasă marea « Elle est belle, la mer ». Dans les interrogatives partielles autres que portant sur le sujet, celui-ci est toujours après le verbe : Când vine mama? « Quand maman vient-elle ? », A cui e cartea? « À qui est le livre ? » Dans une phrase plus complexe on peut avoir beaucoup de variantes d'ordre des mots, le terme à mettre en relief se plaçant en tête de phrase ou en seconde place, après le sujet.

### Phrase complexe
La phrase complexe roumaine présente quelques différences de construction par rapport à la phrase française.
L'une des différences est la préférence de la subordonnée par rapport au complément à l'infinitif (voir ci-dessus La phrase simple).
Une autre différence concerne l'emploi des modes pour le verbe de certaines subordonnées :
- indicatif ou conditionnel en roumain, subjonctif en français, dans les subordonnées complément d'objet régies par un verbe exprimant l’incertitude (Mă îndoiesc că va veni « Je doute qu’il/elle vienne ») ou un sentiment (Mă bucur că va veni « Je suis content(e) qu’il/elle vienne »), ou bien dans les subordonnées circonstancielles introduites par certaines conjonctions : Deși este bolnav, lucrează « Bien qu’il soit malade, il travaille »
- conditionnel en roumain, subjonctif en français, dans les subordonnées circonstancielles introduites par un pronom indéfini avec ori- : Nu-i deschid ușa, oricine ar fi « Je ne lui ouvre pas la porte, qui que ce soit »
- conditionnel en roumain, indicatif en français, dans les subordonnées introduites par dacă « si » ou par une locution avec dacă : Dansează ca și cum ar pluti « Il/Elle danse comme s’il/si elle flottait ».

La concordance des temps entre la subordonnée et la principale n’est pas aussi rigide en roumain qu’en français. Si le verbe de la principale est à un temps passé, le verbe de la subordonnée peut être au même temps que si le verbe de la subordonnée était au présent ou au futur : A spus că îl așteaptă (indicatif présent) pe Paul. « Il/Elle a dit qu’elle attendait (indicatif imparfait) Paul ».
Une autre particularité est la reprise obligatoire par un pronom personnel complément atone du pronom relatif COD ou COI au datif sans préposition qui introduit une proposition relative, reprise effectuée dans la relative : Fata pe care ai văzut-o este prietena mea « La fille que tu as vue est ma copine » ; Tânărul căruia i-am dat cheia este fiul meu « Le jeune homme à qui j’ai donné la clé est mon fils ». Il y a également reprise du pronom relatif ou indéfini qui introduit une subordonnée COD ou COI, dans la principale qui précède la subordonnée : Pe câți au fost aici i-am trimis la tine « Tous ceux qui sont venus ici, je les ai envoyés chez toi » (litt. « Combien ont été ici je les ai envoyés chez toi »).

## Lexique
Le caractère roman du roumain se reflète non seulement dans sa structure grammaticale, mais aussi dans son lexique, 30,33 % de son total étant constitué de mots qui se sont transmis sans intermédiaire depuis le latin.
Le substrat du roumain est considéré comme étant le thraco-dace, qui n'aurait laissé que 0,96 % du lexique au roumain, des mots identifiables par leur existence à la fois dans toutes les langues romanes orientales et en albanais, à condition qu'ils soient avant tout d'origine indo-européenne.
À la suite des circonstances de l'histoire, le roumain a emprunté de nombreux vocables. La source d'emprunts la plus ancienne et la plus importante est le slave commun, puis le vieux-slave, qui ont donné 9,18 % du lexique roumain. D'autres influences anciennes notables (plus de 1 % du lexique pour chaque langue) sont, dans l'ordre décroissant de leur pourcentage, celles de langues de peuples voisins ou relativement proches : bulgare, grec, hongrois et russe. Un tournant dans l'évolution du lexique roumain se produit au XIXe siècle, lorsque, comme un corollaire du début de la modernisation de la société roumaine, on emprunte un grand nombre de mots aux langues romanes occidentales, ce qui vient renforcer le caractère latin de la langue. Ainsi, le roumain reçoit plus de 22 % de son lexique du français, plus de 15 % du latin (mots savants) et près de 4 % de l'italien. Au XXIe siècle, c'est l'anglais qui exerce la plus grande influence lexicale sur le roumain. Outre l'emprunt direct de mots, il se manifeste aussi par un procédé mixte (externe et interne) d'enrichissement du vocabulaire, le calque lexical.
Près de 4 % du lexique est formé sur le terrain de la langue roumaine, surtout à partir de mots hérités du latin, par dérivation ou par composition. La dérivation est de loin la plus fréquente. Il y a environ 500 suffixes lexicaux et 80 préfixes.
Les mots composés sont, en roumain, à l'instar des autres langues romanes, moins nombreux, d'un côté par rapport aux mots dérivés dans ces mêmes langues, d'un autre côté par rapport aux mots composés dans des langues comme l'allemand ou le hongrois.
On peut parler non seulement de l'influence d'autres langues sur le roumain mais aussi, dans une moindre mesure, de mots roumains empruntés par d'autres langues, surtout les parlers des minorités linguistiques de Roumanie. Il est vrai cependant que très peu de mots ont pénétré dans les langues standard correspondantes.

### Exemples

#### Exemples de mots
Voici quelques mots intéressants qui se retrouvent aussi en français, avec parfois des significations différentes :
| Français            | Roumain | Prononciation standard      | Mot français de même origine   | Mot latin correspondant | Mot italien                                 |
| ------------------- | ------- | --------------------------- | ------------------------------ | ----------------------- | ------------------------------------------- |
| corps               | corp    | [korp]                      | corps                          | corpus                  | corpo                                       |
| romain              | român   | [roˈmɨn]                    | romain                         | romanus                 | romano                                      |
| pays                | țară    | ['tsa.rə]                   | terre                          | terra                   | terra                                       |
| terre               | pământ  | [pə'mɨnt]                   | pavé                           | pavimentum              | pavimento                                   |
| ciel                | cer     | [tʃer]                      | ciel                           | caelum                  | cielo                                       |
| eau                 | apă     | ['a.pə]                     | eau (occitan « aiga »), aqueux | aqua                    | acqua                                       |
| feu                 | foc     | [fok]                       | feu                            | focum                   | fuoco                                       |
| homme (être humain) | om      | [om]                        | homme                          | homo                    | uomo                                        |
| homme (mâle)        | bărbat  | [bər'bat]                   | barbu                          | barbatus                | barbuto                                     |
| femme               | femeie  | [fe'me.je] (ie: diphtongue) | famille, femme                 | femina, familia         | famiglia                                    |
| mou                 | moale   | ['mo̯a.le] (oa: diphtongue)  | mou (devant voyelle, « mol »)  | mollis                  | molle                                       |
| manger              | a mânca | [a.mɨn'ka]                  | manger                         | manducare               | mangiare                                    |
| boire               | a bea   | [a'be̯a] (ea: diphtongue)    | boire                          | bibere                  | bere                                        |
| mer                 | mare    | ['ma.re]                    | mer                            | mare                    | mare                                        |
| noyau               | miez    | [miez]                      | mi-                            | medius                  | mezzo                                       |
| nuit                | noapte  | ['no̯ap.te] (oa: diphtongue) | nuit                           | nox, noctis             | notte                                       |
| jour                | zi      | [zi]                        | -di (lundi, mardi, etc)        | dies                    | -di (lunedi, martedi, etc), giorno, buon-dì |
| front               | frunte  | ['frun.te]                  | front                          | frons, frontis          | fronte                                      |
| tempe               | tâmplă  | ['tɨm.plə]                  | tempe                          | templa (Latin vulg.)    | tempia                                      |
| temple              | templu  | ['tem.plu]                  | temple                         | templum                 | tempio                                      |
| tard                | târziu  | [tɨrˈziw]                   | tardif                         | tardivus                | tardivo                                     |

#### Phrases communes
| Français                                | Roumain                                 | Transcription phonétique            | Traduction mot à mot                                      |
| --------------------------------------- | --------------------------------------- | ----------------------------------- | --------------------------------------------------------- |
| Salut !                                 | Salut! / Bună!                          | /sa'lut/                            | -                                                         |
| Comment t'appelles-tu ?                 | Cum te cheamă?                          | /'kum.te'kěa.mə↘/                   | Comment on t'appelle?                                     |
| Comment vous appelez-vous ?             | Cum vă numiți?                          | /'kum.və.nu'mitsʲ↘/                 | Comment vous vous nommez?                                 |
| Comment vas-tu ?                        | Ce mai faci? / Ce faci? (plus familier) | /'tʃe.maj.fatʃʲ↘/                   | Que encore fais-tu?                                       |
| Au revoir !                             | La revedere! / Pa! (plus courant)       | /la.re.ve'de.re/pa/                 | -                                                         |
| À plus tard !                           | Pe mai târziu!                          | /pe.maj.tɨr.'ziǔ/                   | -                                                         |
| S'il vous plaît.                        | Vă rog.                                 | /və'rog/                            | Je vous en prie. (latin rogare).                          |
| Je suis désolé(e).                      | Îmi pare rău. / Pardon                  | /ɨmʲ'pa.re'rəǔ↘/                    | (ceci/il) me paraît mal.                                  |
| Merci.                                  | Mulțumesc./ Mersi.*                     | /mul.tsu'mesk/                      | Je remercie.                                              |
| Oui.                                    | Da.                                     | /da/                                | -                                                         |
| Non.                                    | Nu.                                     | /nu/                                | -                                                         |
| Je ne comprends pas.                    | Nu înțeleg.                             | /'nu.ɨn.tse.leg↘/                   | -                                                         |
| Où sont les toilettes ?                 | Unde e toaleta/WC-ul?                   | /'un.de.je.to.a'le.ta↘/             | Où est la toilette/le WC ?                                |
| Parlez-vous français ?                  | Vorbiți franceză?                       | /vor'bitsʲ.fraŋ'tʃe.za↗/            | Parlez-vous le français?                                  |
| Parlez-vous roumain ?                   | Vorbiți românește?                      | /vor'bitsʲ.ro.mɨ'neʃ.te↗/           | Parlez-vous de manière roumaine?                          |
| Très bien.                              | Foarte bine.                            | /'fǒar.te'bi.ne/                    | Fort bien.                                                |
| Comme je suis content(e) de te revoir ! | Ce mă bucur că te văd din nou!          | /'tʃe.mə'bu.kur.kə.te.'vəd.din.noǔ/ | Qu'est-ce que je me réjouis que je te vois (de nouveau) ! |
| Je t'aime.                              | Te iubesc.                              | /te.ju.'besk/                       | -                                                         |

* Les Roumains ont emprunté le mot français mais Mulțumesc est toujours utilisé.

## Écriture

### Aperçu historique
Selon une légende protochroniste, le roumain aurait d'abord été écrit en alphabet latin, mais ce n'est pas prouvé. Le fait est que les premiers documents écrits en roumain qui se sont conservés (XVIe siècle) sont écrits dans un alphabet gréco-cyrillique spécifiquement adapté au roumain, parce que c'était depuis le Xe siècle l'alphabet du vieux-slave utilisé par l'église orthodoxe et dans l'administration de la Valachie et de la Moldavie. Le tout premier date de 1521. C'est une lettre — la Lettre de Neacșu — d’un marchand de Câmpulung adressée au maire de Brașov, Johannes Benkner.
L'alphabet cyrillique roumain était composé de 44 lettres et fut utilisé jusque dans la seconde moitié du XIXe siècle, mais dès le XVIe siècle on utilise sporadiquement l'alphabet latin aussi. Au XVIIIe siècle, les lettrés roumains de Transylvanie groupés dans le mouvement culturel de l'École transylvaine, influencée par les Lumières françaises, insistent sur l'origine latine du roumain et préconisent le passage à l'alphabet latin. Ils donnent aussi les premières règles de la graphie qu'ils proposent, leur orthographe étant fondée sur le principe étymologique, donc latinisante. Dans le même temps, les lettrés de Valachie simplifient de plus en plus l'écriture cyrillique et établissent un alphabet de transition, mixte, comportant des lettres cyrilliques et des lettres latines, employé jusqu'en 1860, lorsqu'on passe à l'écriture en alphabet latin avec une orthographe étymologique. De grandes polémiques ont lieu entre partisans de l'orthographe étymologique et ceux de l'orthographe phonémique jusqu'en 1881, lorsque l'Académie roumaine tranche en faveur de cette dernière. Cependant, les confrontations entre les partisans des deux principes ne cessent pas, puisqu'il reste des éléments étymologiques dans cette orthographe. Elle sera plusieurs fois réformée dans le sens de la simplification.

### Écriture actuelle
L'alphabet roumain actuel comprend 31 lettres. Il diffère de ceux des autres langues romanes par la lettre ă pour la voyelle /ə/, par â et î pour la voyelle /ɨ/ et par les lettres ș et ț pour les consonnes /ʃ/ et /t͡s/, respectivement.
Comme en italien, les consonnes /k/ et /g/ sont transcrites respectivement par c et g devant a, â, î, o et u et par les digrammes ch et gh devant e et i, alors que, dans les suites ce, ci, ge et gi, les lettres c et g rendent respectivement les consonnes /t͡ʃ/ et /d͡ʒ/.
L'orthographe du roumain est phonémique dans une mesure comparable à celle de l'italien. L'exception la plus notable au principe phonétique est l'existence des deux lettres pour la voyelle /ɨ/, î en début et en fin de mot, â à l'intérieur des mots, ce qui suscite de temps en temps le rebondissement de la polémique entre les partisans de cette règle et ceux d'une simplification plus poussée.
L'emploi de l'alphabet cyrillique pour écrire le roumain n'a pas tout à fait disparu, puisqu'en Transnistrie on utilise encore un alphabet basé sur celui du russe, le seul officiel dans l'ancienne République socialiste soviétique moldave.